# えんとつ町のプペル
『えんとつ町のプペル』（えんとつまちのプペル、英題：POUPELLE OF CHIMNEY TOWN）は、日本の絵本。西野亮廣が脚本・監督となり完全分業制で制作した。メインイラストレーターは六七質。2021年9月時点で累計発行部数は70万部を記録している。

## 製作過程
西野が本作の制作をスタートさせたのは2011年。自ら生み出したストーリーに好感触を得た西野はまずサンリオピューロランドと組んで、西野が手がけていたコントライブ「ナイスなやつら」のプロデュースの形で舞台化し、そこでの観客の反応を取り入れて映画のストーリーが完成した。そのまま映画化しても得体の知れない作品に集客は見込めないだろうという判断から、映画のストーリーの5分の4くらいを削ったのが絵本の内容である。
絵本制作は完全分業といっても絵と文の2名であることから、「森を描く、人物を描くといった作業にそれぞれ専門家を充て、完全な分業を実現したい」という西野の思いから制作が始まった。分業を担当する作家はMUGENUPより35人が参加、西野が面接で選んだ。
分業による費用増はクラウドファンディングによって賄われており、作品中に登場する店名や企業名の看板は実は出資者による広告となっている。分業制導入には作家性が薄れるとの批判もあったが、2016年10月に発売された絵本はその年の年末までに10万部を超える大ヒットとなった。

## あらすじ
配達屋が落とした心臓によって生まれたゴミ人間。町はハロウィンの真っ只中で、ゴミ人間は仮装した少年たちと出会う。少年たちはゴミ人間が仮装では無いことを知ると汚い言葉を浴びせ、ゴミ人間を追い出してしまう。そんな時、えんとつ掃除屋のルビッチと出会う。名前の無いゴミ人間に、ルビッチは「ハロウィン・プペル」と名付け、二人は仲良くなり、夜まで遊んだ。次の日、ルビッチはプペルに「『ホシ（星）』を知っているか」と尋ねる。

## 登場人物
出典:
プペル
主人公。配達屋が落とした心臓によって生まれたゴミ人間。ひょんな事から出会ったルビッチにハロウィン・プペルと命名され彼の友だちになる。
ルビッチ
もう１人の主人公。母ちゃんと二人暮らしで、えんとつそうじ屋で家計を助ける。父ちゃんの『煙のうえにはホシがある』を信じている。
ひょんな事からプペルと出会って彼の友だちになる。
アントニオ
ハロウィンパーティーに参加していた大柄な体格の少年。ジャック・オー・ランタンに仮装した。
デニスが風邪をひいてしまったことで、プペルと一緒に遊んでいたルビッチの事を責めていた。
レベッカ
アントニオの仲間の少女。魔女に仮装していた。
デニス
アントニオの仲間のやせっぽちな体格の少年。物語の途中で風邪をひいて休んでしまう。
彼らのほかにも仲間の子供たちが2名登場していたが名前は不明。
ローラ
ルビッチの母親。明るく優しい性格。
ブルーノ
ルビッチの父親。町でただひとりの漁師。冬の波に飲まれて死去。好奇心旺盛かつ照れ屋で、嬉しいことがあると、人差し指で鼻の下をこする癖がある。
生前ルビッチに「信じぬくんだ。たとえ一人になっても」という言葉を残している。
配達屋さん
夜空を駆ける配達屋。煙を吸って咳き込んで、配達中の心臓を落としてしまう。

## 書誌情報
- にしのあきひろ『えんとつ町のプペル』幻冬舎、2016年10月21日発売、ISBN 978-4-344-03016-9
- にしのあきひろ『ぬりえ えんとつ町のプペル』幻冬舎、2020年11月26日発売、ISBN 978-4-344-03708-3
- にしのあきひろ『みにくいマルコ～えんとつ町に咲いた花～』幻冬舎、2021年5月31日発売、ISBN 978-4-344-03707-6

## アニメ映画
2019年12月にアニメーション映画化が発表され、2020年12月25日に公開された。アニメーション制作はSTUDIO 4℃。原作者の西野が製作総指揮と脚本も兼任し、絵本では描かれなかった部分も描かれている。2021年9月2日に、期間限定(10月22日〜10月31日)でハロウィン限定上映が決定された。

### あらすじ
舞台は4000mの崖にかこまれた、えんとつだらけの町、朝から晩までけむりがもっくもく、空はいつもけむりに覆われていた。
この町にはルールがある。
1,空を見上げてはいけない
2,夢を信じてはいけない
3,真実を知ってはいけない
町の住人は煙の向こうに何があるのかを知らない。しかし、えんとつ掃除屋のルビッチだけは星の存在を信じていたのだった。そんなある日の夜、空から赤い塊がゴミ山に落ち、そこからゴミ人間が生まれた。ハロウィンの日にルビッチはゴミ人間に出会い、「ハロウィン・プペル」と名付け友達になる。
異端を許さないこの町の統率者レター一族と参謀トシアキはプペルを危険人物とみなした。
彼らに追われながらも、心を通じ合わせたルビッチはプペルに対し、煙の向こうには星があると信じていることを、誰にも話さないという約束で打ち明ける。
ある日、町に流れるドブ川沿いを歩いていたプペル、それを見つけた、いじめっ子のアントニオ達に声をかけられる。
ひょんなきっかけでプペルは星の存在の話を、彼らに話してしまう、途端、激昂するアントニオ、わけもわからず殴られ続けるプペルは川に落ち、流されていくのであった。
騒動にかけつけた異端審問官にアントニオ達は星を信じるプペルとルビッチの事を話してしまう。
プペルがアントニオ達に星の話をしたことを知ったルビッチは、彼を遠ざけてしまうのであった。
雨の降るある夜、渡したい物があると、プペルはルビッチの自宅を訪れた。
やりとりの最中、ある事がきっかけでプペルの心臓が大きく動き出す。
そして、心臓に引き寄せられるように海からボロボロになった巨大な船が現れる。
町の人たちは、怪物が海から打ち上げられたとパニックに陥る中、ルビッチとアントニオだけは気付いたのだった。
それは、ルビッチの今は亡き父親ブルーノが作った紙芝居「えんとつ町のプペル」に描かれていた船の絵とよく似ていることに。
そして、物語はここから大きく動きだす。
星の存在を信じていたために異端審問官に消されたブルーノの想いも引き継ぎ、ルビッチとプペルはこの船を使って町の人たちに星を見せることを企てる。
えんとつ掃除屋のボスであるダンや、プペルが町に現れた時からなにかと手助けしてくれていたドロシー達の協力も得たことで、異端審問官から逃げながらも、同じく星の存在を信じる鉱山泥棒スコップの力を借りて大量の無煙火薬を入手する。
スコップからは星の存在だけでなく、住人が外の世界を知ることを阻むために、町の政府や異端審問官がえんとつから出る煙で町を覆っている経緯も知っていて、その昔、酒場にて酔っ払った勢いで、星の存在や異端審問官の策略についてブルーノに喋ってしまったことを告げられる。
スコップによると、元々、えんとつ町は、中央銀行の支配を恐れたレター一族が、昔、あの巨大な船に乗って移住してきて築いた町だと、そして、当初は中央の目から逃れるため、えんとつを立てて煙を張り、外部との接触をなくすことで町を守っていたのだが、それが今や、政府が住人を外の世界を知らせず閉じ込めるように成り下がったのだという。

ルビッチとプペルはたくさんの風船に大量の無煙火薬をくくりつけて船に積載。
熱気球の要領で浮かぶ船の出発準備に入る。
星を見に行くために実際に行動を起こし、知らない物を怖がり、希望に蓋をする人々の前で、決して勇敢ではない一人の少年が、大きな声を上げたことで、これまで星の話を信じなかった多数の住人もルビッチやプペルを応援するようになり、船の出発を阻む異端審問官らを、住人とえんとつ掃除屋の仲間、そして、ついには、アントニオ達の協力のもと、船は無事に出発し、煙に包まれた空に向かって上がっていく。
一難去って、また一難ありつつも、空を塞ぐ煙の周辺で計画通りに無煙火薬を爆発させることに成功。
爆風により煙は晴れ、まばゆくキラキラした空がそこには広がっている。
ルビッチは、空や星の存在を明らかにするという夢を叶える。
「頑張ったなチビ」。ルビッチの隣にはプペルに成り代わったブルーノの姿が浮かぶ。プペルの脳のパーツはルビッチがえんとつ掃除中に川に落として失くし、ゴミ山に流れ着いたブルーノの形見のブレスレットだったのだ。
次の瞬間、ルビッチに安堵の表情を浮かべ、ポロポロと崩れていくプペル。
崩れたプペルから赤い塊・心臓が浮かび上がり飛び去ると、それはまばゆく輝く星になった。

### キャスト
- プペル：窪田正孝[11][12][13]
- ルビッチ：芦田愛菜[11][12][13]
- ブルーノ：立川志の輔[11][12][13]
- ローラ：小池栄子[11][12][13]
- スコップ：藤森慎吾[11][12][13]
- レベッカ：諸星すみれ[11][14]
- ドロシー：本泉莉奈[11][14]
- ダン：國村隼[11][12][13]
- アイパッチ：山内圭哉[11][12][13]
- スーさん：飯尾和樹（ずん）[11][12][13]
- アントニオ：伊藤沙莉
- デニス：大平祥生（JO1）[11][12][13]
- レター15世：野間口徹[11][12][13]
- トシアキ：宮根誠司[11][12][13]
- 町人A：梶原雄太[15][16][注 1]

### スタッフ
- 製作総指揮・原作・脚本：西野亮廣
- 監督：廣田裕介
- OP主題歌：HYDE『HALLOWEEN PARTY -プペル Ver.-』（Virgin Music）[17][18]
- ED主題歌：ロザリーナ『えんとつ町のプペル』（ソニー・ミュージックレーベルズ）
- 演出：大森祐紀
- アニメーション監督：佐野雄太
- キャラクターデザイン：福島敦子
- キャラクター監督：今中千亜季
- 美術設定：佐藤央一
- 美術ボード：西田稔
- 美術監督：秋本賢一郎
- 色彩設計：野尻裕子、江上柚布子
- CGI監督：中島隆紀
- 編集：廣瀬清志
- 音響監督：笠松広司
- アニメプロデューサー：長谷川舜
- 音楽：小島裕規、坂東祐大
- プロデューサー：北橋悠佑、福山亮一、田中栄子
- 配給：東宝、吉本興業
- アニメーション制作：STUDIO 4℃
- 製作：吉本興業

### 賞歴
- 第44回日本アカデミー賞優秀アニメーション作品賞[19]

## 舞台

### ナイスなやつら公演
『ナイスなやつら presents えんとつ町のプペル』のタイトルで2012年10月14日、11月11日、12月24日に東京・サンリオピューロランド・フェアリーランドシアターにて公演された。全3公演。『えんとつ町のプペル』として世に出た最古の作品。
キャスト
- NON STYLE石田
- 西野亮廣
- 松本野々歩
- さくらいたくみ
- 出雲阿国
- 爆笑コメディアンズ秀作
- チョッパーMASA
- おぢまん
- GO!皆川（※10月、11月のみ）
- セブンbyセブン玉城（※12月のみ）

スタッフ
- 脚本・演出：西野亮廣

### ナイスコンプレックス公演
『ナイスコンプレックス プロデュース#2 舞台「えんとつ町のプペル」』のタイトルで2018年12月5日から9日に東京・調布市せんがわ劇場にて公演された。全8公演。
『ナイスコンプレックス プロデュース#4 舞台「えんとつ町のプペル」』のタイトルで2020年2月21日から25日に東京・王子ベースメントモンスターにて公演された。ダブルキャストになっていて、わかばやしめぐみチームと美木マサオチームがぞれぞれ全6公演（合計12公演）。同じナイスコンプレックスによる別のスタッフとキャストで、同年2月28日から3月1日に北海道・札幌市こどもの劇場 やまびこ座での公演も予定されていたが、新型コロナウィルス感染症の流行の影響で中止になった。
| | | |
| 2018年・キャスト - 古賀瑠 - 赤眞秀輝（ナイコン） - 足立英昭 - 中山夢歩 - 内堀克利 - 竹下健人 - 久野木貴士 - 長居潤 - 松村凌太郎 - 木の下敬志 - 阿紋太郎 - 紅林里美（ナイコン） - 宮本京佳 - くぼあやこ - 飯坂泰子 - 吉田奈央 - 北野くるみ - 鈴木亜里紗 - 中村恵子 - 黒田智栄 - フロアキャスト - 大久保悠依（ナイコン） - 濱仲太（ナイコン） - 土井覚（ナイコン） - 上原こずえ - 寺田純子 - 石橋玲 2018年・スタッフ - 原作：西野亮廣(キングコング) - 脚本・音楽：末原拓馬(おぼんろ) - 演出：わかばやしめぐみ(おぼんろ) - プロデューサー：早野実紗 - エグゼクティブ・プロデューサー：キムラ真 - 企画 ・ 製作：ナイスコンプレックス | 2020年・キャスト（わかばやしめぐみチーム） - 福圓美里 - 中山夢歩 - 早野実紗(ナイスコンプレックス) - 赤眞秀輝(ナイスコンプレックス) - 足立英昭 - 山本誠大 - 竹下健人（劇団Patch） - 尾形大吾（劇団Patch） - 水沢駿 - 長居潤 - 田畑裕也 - 鈴木智則 - 飯坂泰子（HitoYasuMi） - 黒田智栄 - 荒木吏沙 - 小金井麻衣 - 須田さくら - 中尾香帆子 - 新乃舞子 - 野田詩 2020年・スタッフ（わかばやしめぐみチーム） - 原作：西野亮廣（キングコング） - 演出：わかばやしめぐみ（おぼんろ） - 脚本：末原拓馬（おぼんろ） - 脚色 :キムラ真（ナイスコンプレックス） - 音楽作曲：末原拓馬（おぼんろ） - プロデューサー：キムラ真 - 企画 ・ 製作：ナイスコンプレックス | 2020年・キャスト（美木マサオチーム） - 阿澄佳奈 - 横山真史 - 石井智也 - さひがしジュンペイ（おぼんろ） - 伊崎龍次郎 - 北野くるみ（ナイスコンプレックス） - よこのゆたか（ナイスコンプレックス） - 正井雪香（マサオプション） - 市川真也（マサオプション） - 彩未理加 - 芝崎知花子 - 杉田麻由香（ネコ脱出） - 矢野椿 - 吉田奈央 - セキュリティ木村（劇団ビタミン大使「ABC」) - キム木村（吹澤信子事務所） - 黒木裕太 - 篠原麟太郎 - まあさ 2020年・スタッフ（美木マサオチーム） - 原作：西野亮廣（キングコング） - 演出：美木マサオ（マサオプション） - 脚本：立川佳吾（トランク機械シアター） - 脚色 :キムラ真（ナイスコンプレックス） - 音楽作曲：市川真也（マサオプション） - プロデューサー：キムラ真 - 企画 ・ 製作：ナイスコンプレックス |

### POUPELLE THE STAGE PROJECT公演
『えんとつ町のプペル THE STAGE』（えんとつまちのプペル ザ・ステージ）のタイトルで2020年1月21日から26日に兵庫・AiiA 2.5 Theater Kobe、同年1月30日から2月5日に東京・天王洲 銀河劇場にて公演された。全18公演。
キャスト
- プペル：萩谷慧悟
- ルビッチ：須賀健太
- 宮下雄也
- 尾関陸
- 北乃颯希
- 谷津翼
- 皇希
- 佐久本歩夢
- 町田マリー
- なだぎ武

スタッフ
- 原作・脚本：西野亮廣
- 演出：児玉明子
- 振付：近藤良平
- 衣裳：ひびのこづえ
- 協力：日本2.5次元ミュージカル協会
- 主催：POUPELLE THE STAGE PROJECT

## プラネタリウム番組
2018年にプラネタリウム版として制作され、同年10月31日に東京・コスモプラネタリウム渋谷で上映された。以降各地のプラネタリウム施設で度々上映されている。
キャスト
- プペル：堀内賢雄
- ルビッチ：佐倉綾音
- ナレーション：早見沙織

## ミュージカル

### CHIMNEY TOWN公演
『ミュージカル「えんとつ町のプペル」』のタイトルで2021年11月14日から28日に東京・東京キネマ倶楽部にて公演された。全15公演。11月16日の公演はオンライン配信も行われ、2022年7月3日よりYouTubeで公演映像を公開している。
また、2025年には8月9日から30日に神奈川・KAAT神奈川芸術劇場にて公演予定。全25公演。
| | |
| 2021年・キャスト - プペル/ブルーノ：吉原光夫 - ルビッチ：笠井日向 - ベラール：岡幸二郎 - ローラ：知念里奈 - スコップ：藤森慎吾 - レベッカ：田野優花 - アントニオ：竹下瑠花 - ダン：宮川浩 - スーさん：乾直樹 - ダンサー：杉原由梨乃 2021年・スタッフ - 原作・脚本・演出：西野亮廣 - 作曲・音楽監督：Ko Tanaka - 英歌詞：Jessica Wu - オーケストレーター：August Eriksmoen - 訳詞：長島祥 - 振付：SHOJIN - 衣裳：前田文子 - 製作：CHIMNEY TOWN | 2025年・キャスト - プペル／ブルーノ：廣瀬友祐 - ルビッチ：笠井日向、小野りり子、小笠原栞夏 - ローラ：谷口あかり - ダン：広瀬彰勇 - スーさん：木下隆行 - アントニオ：町田慎之介、藤戸佑飛 - レベッカ：四宮吏桜、渡辺菜花 - スコップ：大地洋輔、エハラマサヒロ - ベラール：中村中 - プペル／ブルーノ スイング：乾直樹 - アンサンブル：Amane、ICHI、井上実保奈、大川正翔、奥山晶月、笠行眞綺、鍜治村谷亜美、琴音和葉、小林良輔、齊藤雛子、七理ひなの、島田風香、杉山諒二、高橋伊久磨、高山裕生、千葉ひかる、寺町有美子、西村雄光、野口雅史、船﨑晴花、松井英理、松下広敬、美都、みゆ、横山祥子 2025年・スタッフ - 製作総指揮・原作・脚本：西野亮廣 - 演出：吉原光夫 - 振付：KAORIalive - 音楽監督：田邉賀一 - オーケストレーター：竹内聡 - 舞台美術：佐藤央一 - 照明演出：長島祥 - 音響：小林NOBI祐介 - 演出助手：MOEKO、加藤由紀子 - 舞台監督：弘中勲 - ビジュアルデザイン：かんかん - プロデューサー：小栗了 - 主催：CHIMNEY TOWN |

### IMPRESS公演
『ファミリーミュージカル「えんとつ町のプペル」』のタイトルで2022年12月3日から15日に大阪なんばYES THEATERにて公演された。全19公演。
2022年・キャスト
- プペル＆ブルーノ：近藤真行
- ルビッチ：末谷玲乃
- ローラ：谷口あかり
- スコップ：阿部よしつぐ
- ダン：松原剛志
- スーさん：山科諒馬
- アントニオ：黒川賢也
- レベッカ：伊藤稚菜
- ダンサーA：松井英理
- ダンサーB：齋藤駿
- ダンサーC：政田洋平
- ベラール：下村青

2022年・スタッフ
- 原作・脚本：西野亮廣
- 演出：高橋伊久磨
- 作曲・音楽監督：Ko Tanaka
- 英歌詞：Jessica Wu
- オーケストレーター：August Eriksmoen
- 日本語詞：長島祥
- 振付：加藤敬二
- パーカッション振付：Yako Miyamoto
- 演出監修：MOEKO
- ⾳楽監督：楠美さえこ
- 舞台美術：佐藤央⼀
- 照明：井實博昭
- ⾳響：⽊下聡
- 映像：栗⼭聡之
- 衣裳：前田文子
- ヘアメイク：宮内宏明
- ⼩道具：篠川理湖
- 演出助手：池田海人
- 舞台監督：吉川亮
- キーボードコンダクター：⻄村広⽂
- ドラム：杉⼭アキノブ
- ベース：⻘⽊信弘
- メインビジュアル：かんかん
- キャラクターデザイン：Matsu Bockrin
- 制作：山田直人
- アソシエイトプロデューサー：⽥中雅樹
- アシスタントプロデューサー：横田裕久
- プロデューサー：Joe
- 制作協⼒：一茶企画、劇団Compass
- 製作・主催：IMPRESS 合同会社

## 歌舞伎
『プペル～天明の護美人間～』のタイトルで、2022年1月3日から18日に東京・新橋演舞場にて公演された。当初は20日までの公演を予定していたが、19日に関係者に体調不良が確認されたため当日の公演を中止、翌20日に関係者に新型コロナウイルス感染症陽性が確認されたため千秋楽公演が中止となった。
キャスト
- プペル／熊八／田沼：市川海老蔵
- スーさん：市川男女蔵
- はつ：中村児太郎
- はる：市川ぼたん、堀越勸玄（交互出演）
- 町人：大谷廣松、市川齊入、市村家橘
- 泰三：市川九團次
- 次郎吉：大地洋輔
- 甚兵衛：片岡市蔵
- 玄：市川右團次

スタッフ
- 原作・脚本：西野亮廣
- 演出・振付：藤間勘十郎

## 朗読劇

### Vprojectホリーホック公演
『Vprojectホリーホック 第2回リーディング公演「愛と奇跡の物語」』の一部として、他の短編作品と共にオムニバス形式で、2017年7月14日から16日に東京・両国スタジオアプローズにて公演。一部がダブルキャストになっていて、AチームとBチームがぞれぞれ全3公演（合計6公演）。
| | |                     |
| キャスト（Aチーム） - 碓倉さとみ - 小川真紀子 - 小林知美 - 小湊圭 - 佐久本宗一郎 - 榊原花織 - 佐藤あゆ美 - 鈴木彩乃 - 田中亜貴 - 田中千紗子 - 轟春馬 - 長谷川恒 - 星達也 - 増己あき - 柳原光貴 - 吉田健太郎 - 愛仁 | キャスト（Bチーム） - 碓倉さとみ - 小川真紀子 - 久保井美沙希 - 小林知美 - 小湊圭 - 堺美月 - 佐久本宗一郎 - 榊原花織 - 菅屋絵美 - 鈴木彩乃 - 田中亜貴 - 轟春馬 - 長谷川恒 - 星達也 - 増己あき - 柳原光貴 - 吉田健太郎 - 愛仁 | 声の出演 - 堂坂晃三 |

### 朗読集団ここん公演
『朗読集団ここん初回公演』の一部として、他の短編作品と共にオムニバス形式で、2018年1月20日に東京・九段教会にて公演。
キャスト
- 内田百合絵
- 香西里保（銀プロダクション）
- 鈴木亜紗子
- 髙橋慶太
- 蓮尾武治

### 劇団☆ディアステージ×CYNHN公演
『音楽朗読劇「えんとつ町のプペル」劇団☆ディアステージ×CYNHN』のタイトルで2020年11月7日から8日に東京・R'sアートコートにて公演された。全4公演。
『音楽朗読劇「絵本 えんとつ町のプペル」Ver1.1』のタイトルで再演が2021年4月28日から5月2日に東京・シアターグリーン BOX in BOX THEATERで予定されていたが、新型コロナウィルス感染症の流行の影響で延期となり、同年8月11日から15日に同会場で振替公演が予定されるも同じように延期になった。再延期を受けて、急遽代わりに特別配信が8月11日、12日に行われ、全4公演配信された。2021年版は回代わりのダブルキャストになっていた。配信での公演になり日程が変更されたことで、予定のキャストより人数は少なくなった。
劇中ではCYNHN（綾瀬志希、百瀬怜、月雲ねる、青柳透）の楽曲が使用され、舞台上演後にはミニライブも行われた回もある。舞台出演者のトークショーのある回もあった。
| | |
| 2020年・キャスト - 舞川みやこ（劇団☆ディアステージ） - 雛形羽衣（劇団☆ディアステージ） - 桜町たろ（劇団☆ディアステージ） - 三浜ありさ（劇団☆ディアステージ） - 柏木しいな（劇団☆ディアステージ） 2020年・スタッフ - 原作：にしのあきひろ - 脚色・演出：松多壱岱 - 音楽監修・ヴァイオリン演奏：白須今 - 振付：松本稽古 - 主催：劇団☆ディアステージ | 2021年・キャスト - プペル：雛形羽衣、五十嵐啓輔 - ルビッチ：桜町たろ、堀越せな - 語り部：日菜森めぶき、都筑あやめ - レベッカ：柏木しいな、長月明日香 - アントニオ：小田峻平、飯原優 - ローラ：三浜ありさ 2021年・スタッフ - 原作：にしのあきひろ - 脚色・演出：松多壱岱 - 音楽監修：白須今 - ヴァイオリン：青柳萌 - 振付：松本稽古 - 主催：劇団☆ディアステージ |

## 美術館
脚本の西野は本作品を元にした美術館を建設する構想を持っている。2018年にクラウドファンディングで建設費を募り、約6,250万円を集めた。2020年以降に兵庫県でオープンとされており、建設予定地となる土地を購入したことを明らかにしているが、2021年1月時点では正式なオープン日は未定となっており、2025年6月現在も開館していない。尚、西野自身は2018年時点で更地の状態でオープンすることを決めたと語っている。